# Irina Safrankova
Irina Safrankova (Ирина Сафранкова, juni 1978) is een Wit-Russisch langebaanschaatsster.
In 1997 schaatste ze een nationaal record op de 1500 meter. Ook nam zij deel aan de Wit-Russische kampioenschappen schaatsen allround, en de Wereldkampioenschappen schaatsen junioren 1995 en Wereldkampioenschappen schaatsen junioren 1996.

## Records

### Persoonlijke records
| Afstand    | Tijd    | Datum           | Baan       |
| ---------- | ------- | --------------- | ---------- |
| 500 meter  | 43.55   | 13 maart 1998   | Heerenveen |
| 1000 meter | 1:25.47 | 31 januari 1999 | Berlijn    |
| 1500 meter | 2:11.45 | 7 december 1997 | Heerenveen |
| 3000 meter | 4:39.85 | 13 maart 1998   | Heerenveen |